# Tiếng Aromania

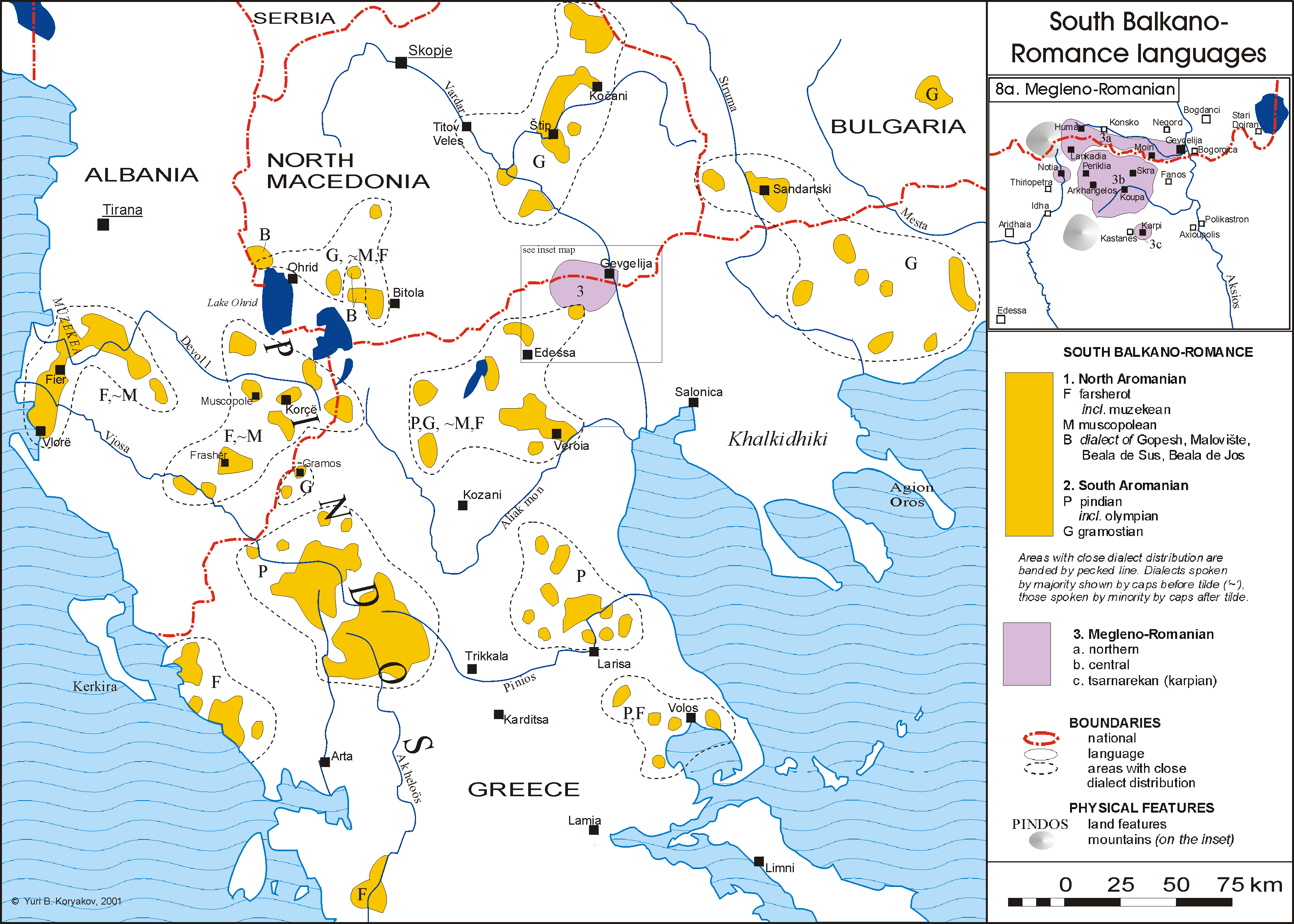
Các phương ngữ tiếng Aromania.

Tiếng Aromania (limba armãneascã, armãneshce, armãneashti, rrãmãneshti), cũng được gọi là Macedo-Rômania hay Vlach, là một ngôn ngữ Đông Rôman được nói tại Đông Nam Âu. Người nói ngôn ngữ này là người Aromania hay người Vlach.
Tiếng Aromania có nhiều điểm chung với tiếng România hiện đại, gồm ngữ pháp và cấu trúc tương đồng, cũng như một lượng lớn từ vựng thừa hưởng từ tiếng Latinh. Một điểm khác biệt lớn ngữ tiếng România và Aromania là nguồn ảnh hưởng; trong khi tiếng România được ảnh hưởng chủ yếu bởi các ngôn ngữ Slav, tiếng Aromania lại tiếp nhận ảnh hưởng của tiếng Hy Lạp, thứ tiếng mà nó đã có nhiều tiếp xúc trong suốt lịch sử.

## Liên kết
Tiếng Aromania
- Aromanian Language website
- Στα Βλάχικα - In Vlach: A website about the Vlach language in Greece Lưu trữ ngày 20 tháng 2 năm 2015 tại Wayback Machine
- Ethnologue entry for Aromanian Lưu trữ ngày 16 tháng 7 năm 2012 tại Wayback Machine
- Aromanian Swadesh list of basic vocabulary words (from Wiktionary's Swadesh list appendix)
- Asterios Koukoudis: Studies on the Vlachs
- Greek Helsinki Human Rights Organization: Aromanians (Vlachs) in Greece
- Conjugation of verbs in Aromanian and Istro-Romanian Lưu trữ ngày 19 tháng 12 năm 2008 tại Wayback Machine
- Romanian and the Balkans, with some references to Aromanian Lưu trữ ngày 4 tháng 2 năm 2012 tại Wayback Machine
- Greek Vlach website
- Consiliul A Tinirlor Armanj - CTARM, webpage about Youth Aromanians and their projects
- Armans Association from Serbia Lưu trữ ngày 27 tháng 5 năm 2013 tại Wayback Machine
- Armans Cultural Association from Romania